# Кузнецовский сельсовет (Дмитровский район)
Кузнецовский сельсовет — упразднённая административно-территориальная единица, существовавшая на территории Московской губернии и Московской области до 1939 года.
Кузнецовский сельсовет был образован в первые годы советской власти. По данным 1918 года он входил в состав Дмитровской волости Дмитровского уезда Московской губернии.
В 1923 году к Кузнецовскому с/с был присоединён Васюковский с/с.
По данным 1926 года в состав сельсовета входили деревни Бородино и Кузнецово.
В 1929 году Кузнецовский с/с был отнесён к Дмитровскому району Московского округа Московской области.
17 июля 1939 Кузнецовский с/с был упразднён. При этом его территория (селения Бородино, Васюково и Кузнецово) была передана Внуковскому с/с.